# 花里孝幸
花里 孝幸（はなざと たかゆき、1957年 - 2021年11月17日）は、日本の生物学者。信州大学山岳科学総合研究所教授。ミジンコ研究の第一人者。

## 来歴
東京都出身。千葉大学理学部卒業後、環境庁国立公害研究所（現・国立環境研究所）研究員となる。科学技術庁長期在外研究員としてウィスコンシン大学で研究を行った。
1987年　東京都立大学　理学博士　論文の題は「Ecological studies on zooplankton in a eutrophic lake in the blooming season of blue-green algae(富栄養湖における水の華形成時期の動物プランクトンの生態学的研究)」。  
1995年から信州大学理学部において教鞭をとる。山地水環境教育研究センター（旧　附属諏訪臨湖実験所）の教授、センター長などを歴任した。

## 主な著書
- ミジンコ先生の水環境ゼミ ISBN 4-8052-0772-8
- ミジンコはすごい！ ISBN 4-00-500532-2
- 自然はそんなにヤワじゃない ISBN 978-4-10-603639-2